# Dunajez (Schostka)
Dunajez (ukrainisch Дунаєць; russisch Дунаец) ist ein Dorf in der ukrainischen Oblast Sumy mit etwa 1200 Einwohnern (2001).

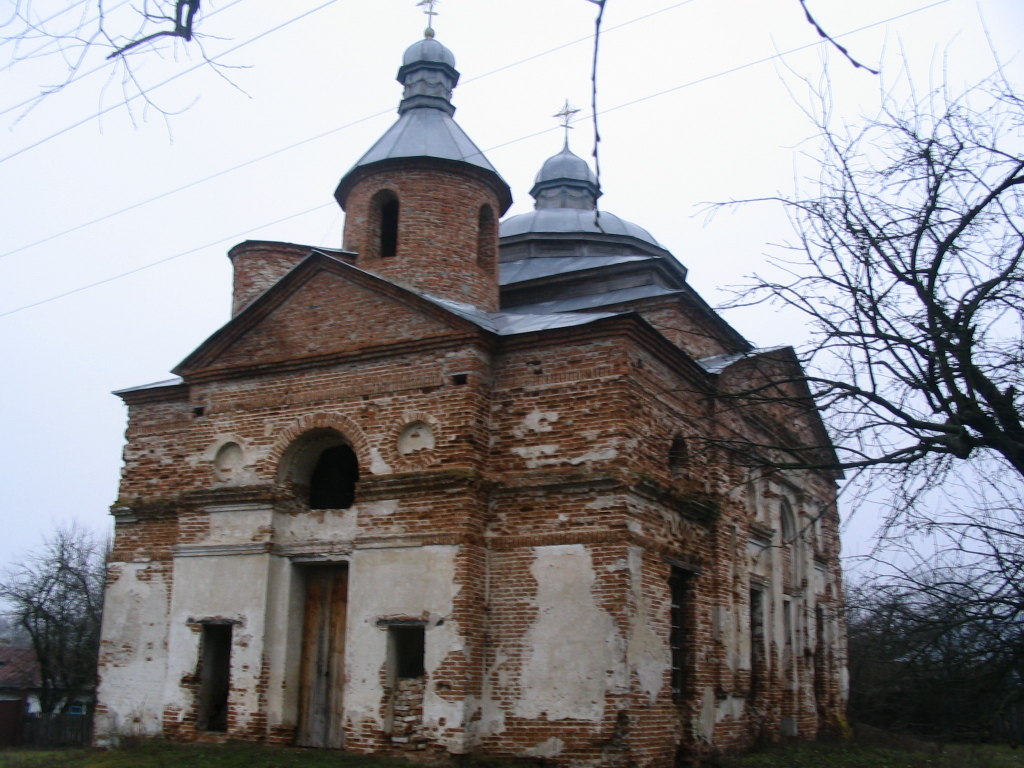
Kirchenruine im Ort

Das seit dem 17. Jahrhundert bekannte Dorf liegt 2,5 km vom linken Ufer des Esman (Есмань), einem 50 km langen, rechten Nebenfluss des 113 km langen Klewen (Клевень). Das ehemalige Rajonzentrum Hluchiw liegt 17 km nordöstlich und das Oblastzentrum Sumy 140 km südöstlich von Dunajez.
Am 12. Juni 2020 wurde das Dorf ein Teil der neugegründeten Stadtgemeinde Hluchiw, bis dahin bildete es zusammen mit den Dörfern Schtschebry (Щебри) und Sutysky (Сутиски) die gleichnamige Landratsgemeinde Dunajez (Дунаєцька сільська рада/Dunajezka silska rada) im Südwesten des Rajons Hluchiw.
Am 17. Juli 2020 kam es im Zuge einer großen Rajonsreform zum Anschluss des Rajonsgebietes an den Rajon Schostka.

## Söhne und Töchter der Ortschaft
- Mykola Markewytsch (1804–1860), ukrainisch-russischer Historiker, Ethnograph, Schriftsteller, Komponist und Musikwissenschaftler.
- Iwan Skoropadskyj (Іван Михайлович Скоропадський; 1805–1887), ukrainischer Philanthrop und sozialer und kultureller Aktivist.